# 愛知県道287号竜神安城線
愛知県道287号竜神安城線（あいちけんどう287ごう りゅうじんあんじょうせん）は、愛知県豊田市から同県安城市に至る元一般県道である。現在は豊田市吉原町から終点までの区間が主要地方道たる愛知県道12号豊田一色線の一部に統合されている。

## 概要

### 路線データ
- 起点：愛知県豊田市竜神町
- 終点：愛知県安城市

## 沿革
- 1994年（平成6年）4月1日 愛知県道12号豊田一色線の一部に統合（豊田市吉原町から終点に至るまで）

## 地理

### 通過する自治体
- 愛知県
  - 豊田市
  - 安城市

### 接続する道路
- 愛知県道76号豊田安城線（上郷街道）（竜神町桃山交差点）
- 愛知県道232号鴛鴨三好線（高岡街道）
- 愛知県道56号名古屋岡崎線（駿河街道・平針街道）
- 国道1号（今本町西交差点）
- 愛知県道285号安城八ツ田知立線（篠目町竜田交差点）
- 愛知県道298号安城知立線（三河安城駅北交差点）

### 沿線・周辺
- 愛知県立豊田高等特別支援学校
- 名鉄豊田線 若林駅
- トヨタ車体 吉原工場
- デンソー安城製作所

## その他
- 現在[いつ?]、起点直後の竜神町桃山交差点付近と、セブン-イレブン吉原町店付近に廃道部分が残っており、当時の線形を窺い知ることができる。